# خیر

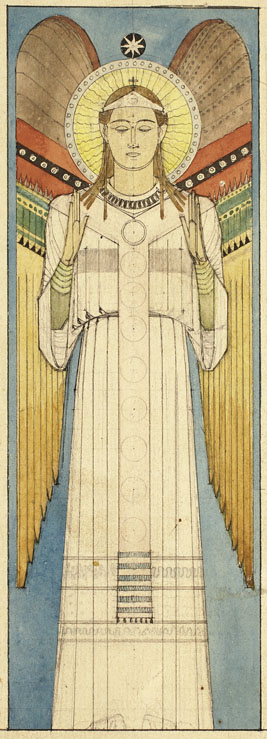
در بسیاری از ادیان فرشته نماد خوبیست.. در ادیان یهودی-مسیحی خدا به عنوان خالق می باشد.

خَیْر یا نیکی(خوبی)، در بیشتر زمینه‌ها بیانگر و مفهوم رفتاری است که بین چند رفتار احتمالی باید انتخاب شود. خیر به‌طور کلی به عنوان نقطه مقابل شر قلم داد شده و در مطالعه اخلاق، دین و فلسفه بررسی می‌شود. معنای خاص و ریشه یابی این اصطلاح و ترجمه‌های آن در بین زبان‌های باستانی و معاصر، بسته به شرایط، مکان، تاریخ، مذهب یا زمینه‌های فلسفی، تغییر و تحولات معناداری را نشان می‌دهد.
خیر در لغت جمع آن خٌیور و خِیار است.معنای آن معروف و نیز هرچیزی است که همگان به آن تمایل داشته باشند همانند عقل ، عدالت ، کمال و نیز به هرچیز سودمند هم خیر گفته میشود.

## تاریخچه ایده‌ها در مورد خیر

### ادیان باستانی

فروهر، یکی از نمادهای اصلی زرتشت، اعتقاد بر این است که تصویر یک روح نگهبان است

گذشته از مطالعات یونان باستانی در مورد مفهوم خیر، قسمت شرقی ایران باستان تقریباً پنج هزار سال پیش یک فیلسوفی مذهبی به نام زرتشت را به خود دید که خدایان اولیه ایران را به دو نیروی در متضاد با هم تقسیم‌بندی کرد: اهورا مزدا (روشنگر حکمت) و اهریمن (روح مخرب) که با یکدیگر در تضاد بودند.
برای دنیای غربی، این ایده به دینی مبدل شد که بسیاری از فرقه‌ها را دربرگرفت. برخی از آنها اعتقاد به دوگانگی شدید را پذیرفتند، اعتقادی مبنی بر اینکه بایستی تا از جهان مادی پرهیز کرد و جهان معنوی را مورد توجه قرار داد. مکتب گنوسی بسیاری از ادیان باستان را تحت تأثیر قرار داد. این اعتقاد بر این مبنا بود که تعلیم عرفان (به معنای روشنگری، نجات، رهایی و یگانگی خدا) می‌تواند با رفتارهای انسان دوستانه، پرهیز جنسی، جستجو برای خرد و کمک به دیگران، در ارتباط باشد.